# Czarna Rola
Czarna Rola [pronunciación en polaco: /ˈt͡ʂarna ˈrɔla/] es un pueblo ubicado en el distrito administrativo de Gmina Jedlińsk, dentro del Condado de Radom, Voivodato de Mazovia, en el este de Polonia central. Se encuentra aproximadamente a 5 kilómetros al noroeste de Jedlińsk, a 18 kilómetros al norte de Radom, y a 75 kilómetros al sur de Varsovia.